# 像 (数学)

f は始域 X から終域 Y への写像。Y の内側にある小さな楕円形が f の像である。

数学において、何らかの写像の像（ぞう、英: image）は、写像の始域（域、定義域）の部分集合上での写像の出力となるもの全てからなる、写像の終域（余域）の部分集合である。すなわち、始域の部分集合 X の各元において写像の値を評価することによって得られる集合を f による（または f に関する、f のもとでの、f を通じた）X の像という。また、写像の終域の何らかの部分集合 S の逆像（ぎゃくぞう、英: inverse image）あるいは原像（げんぞう、英: preimage）は、S の元に写ってくるような始域の元全体からなる集合である。
像および逆像は、写像のみならず一般の二項関係に対しても定義することができる。

## 定義
「像」という語は、その対象とするものによって互いに関連のある三種類の意味で用いられる。集合 X から集合 Y への写像 f: X → Y に対して、以下のように定義する。
元の像
x が X の元ならば、f(x) = y を元 x の写像 f による像という。
これは x に写像 f を施した値や、引数 x に対する f の出力などとも呼ばれる。
部分集合の像
部分集合 A ⊆ X の f による像 f[A] ⊆ Y は、（集合の内包的記法で）
{\displaystyle f[A]:=\{f(x)\in Y\mid x\in A\}=\{y\in Y\mid \exists x\in A:y=f(x)\}}
と定義される。後者の方が厳密な表現である。
紛れる恐れが無い場合、f[A] は簡単に f(A) とも書かれる。これは一般によく用いられる記法だが、その意味は文脈から推察する必要がある。しかしこの記法は写像 f: X → Y の始域 X を X の冪集合に取り替え、終域 Y を Y の冪集合へ取り替えて得られる部分集合間の写像（f が誘導する写像）とみる見方を与えるものになっている。
写像の像
写像 f の始域 X 全体に関する部分集合としての像 f[X] を単に写像 f の像と呼び、im f などで表す。

## 逆像
f が X から Y への写像とするとき、部分集合 B ⊆ Y の f による原像あるいは逆像とは
{\displaystyle f^{-1}[B]:=\{x\in X\mid f(x)\in B\}}
で定義される X の部分集合である。f による引戻し (pull-back) とも呼ばれる。
この集合は f が全単射でなくとも定義されるが、全単射のときには {\displaystyle f^{-1}[B]} は {\displaystyle f^{-1}} による B の像を表す記号とも解釈できるため、文脈によってどちらの意味なのか判断せねばならない。
一元集合の逆像 f−1[{y}] あるいは   f−1[y] は y 上のファイバーあるいは y のレベル集合などとも呼ばれる。y の各元の上のファイバー全体からなる集合は Y で添字付けられた集合族になっている。同様にしてファイバー付けられた圏の概念を考えることもできる。
やはり、f−1[B] を f−1(B) と書くことに紛れの恐れはなく、f−1 を Y の冪集合から X の冪集合への写像として考えることができる。ただし、記号 f−1 を逆写像と混同すべきではない（両者が一致するのは f が全単射のときに限る）。

## 像および逆像の記号について
既に用いた部分集合の像や逆像に関する慣習的な記法はしばしば混乱を生ずる可能性を持つ。これを明示的に代替する表記として、冪集合間の写像としての像や原像に対しては、以下のような表記が提案されている。
矢印記法
{\displaystyle f^{\to }\colon {\mathfrak {P}}(X)\to {\mathfrak {P}}(Y);\;A\mapsto f^{\to }(A)=\{f(a)\mid a\in A\}.}
{\displaystyle f^{\gets }\colon {\mathfrak {P}}(Y)\to {\mathfrak {P}}(X);\;B\mapsto f^{\gets }(B)=\{a\in X\mid f(a)\in B\}.}
スター記法
{\displaystyle f_{\star }\colon {\mathfrak {P}}(X)\to {\mathfrak {P}}(Y)\quad (=f^{\to }).}
{\displaystyle f^{\star }\colon {\mathfrak {P}}(Y)\to {\mathfrak {P}}(X)\quad (=f^{\gets }).}
その他の用語法
数理論理学や集合論 で用いられる f[A] の別記法として f "A がある。
写像 f の像のことを f の値域 (range) と呼ぶ文献もある。f の終域 (codomain) との区別はつけておくべきである。

## 例

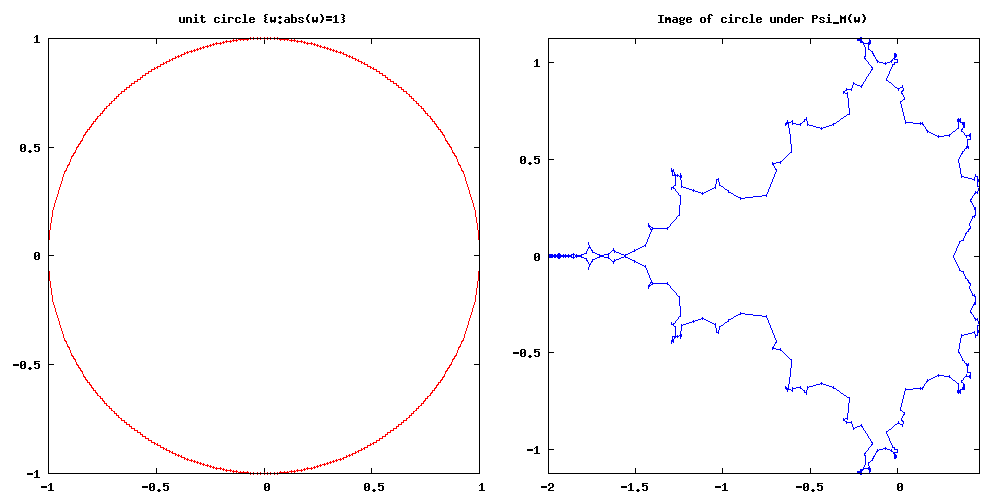
単位円のΨ_{M}による像としてのマンデルブロ集合の境界。

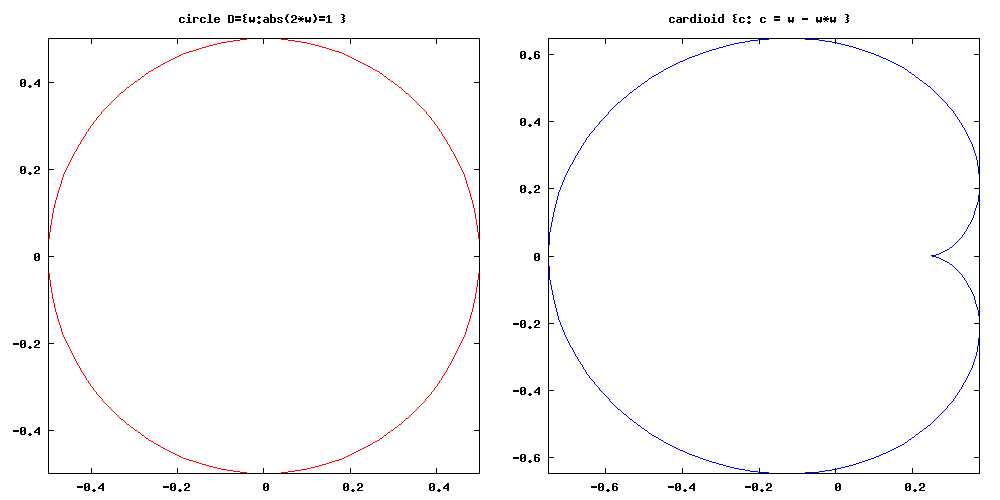
単位円の像としての心臓形（カージオイド）。

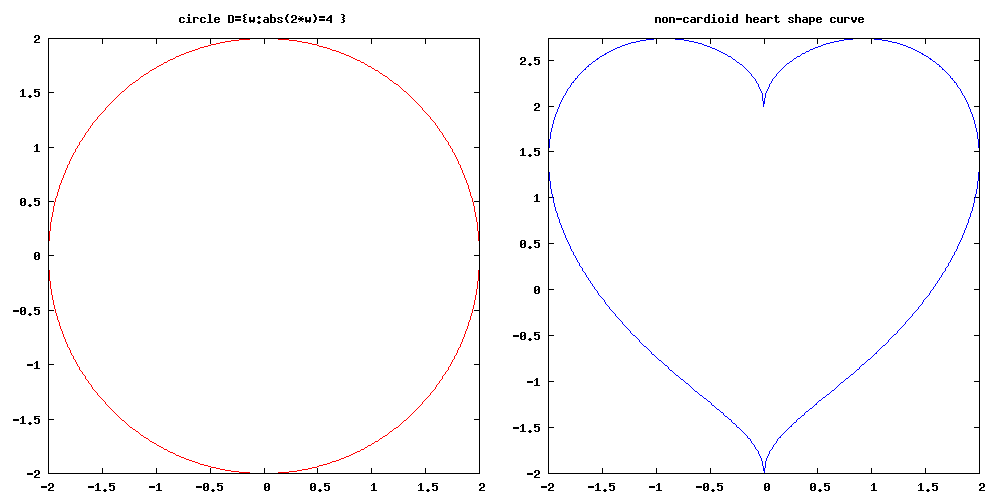
単位円の像としてのハート型曲線。

1. 写像 f: {1, 2, 3} → {a, b, c, d} を {\displaystyle f(1)=f(2)=a,\ f(3)=c} で定義されるものとする。部分集合 {2, 3} の f による像は f({2, 3}) = {a, c} となる。また、元 a の逆像は f−1({a}) = {1, 2} であり、{a, b} の逆像も同じく {1, 2} となる。{b, d} の逆像は空集合 {} になる。
2. 写像 f: R → R を f(x) = x2 で定義されるものとする。部分集合 {-2, 3} の f による像は f({-2, 3}) = {4, 9} であり、写像 f の像は非負実数全体 R+ である。一方 {4, 9} の f による逆像は f−1({4, 9}) = {-3, -2, 2, 3} であり、また負の実数の平方根は実数の範囲には存在しないから、N = {n ∈ R | n < 0} の f による逆像は空集合である。
3. 写像 f: R2 → R を f(x, y) = x2 + y2 で定義されるものとする。ファイバー f−1({a}) は（a > 0, a = 0, a < 0 に従ってそれぞれ）原点を中心とする同心円、原点、空集合になる。
4. M が可微分多様体で π: TM → M が接束 TM から M への標準射影ならば、点 x ∈ M 上の π に関するファイバーは x における接空間 Tx(M) である。これはファイバー束の例にもなっている。

## 基本的な結果
写像 f: X → Y と X の任意の部分集合 A, A1, A2 および Y の任意の部分集合 B, B1, B2 に関して
- f(A1 ∪ A2) = f(A1) ∪ f(A2)[3]
- f(A1 ∩ A2) ⊆ f(A1) ∩ f(A2)[3][5]
- f −1(B1 ∪ B2) = f −1(B1) ∪ f −1(B2)
- f −1(B1 ∩ B2) = f −1(B1) ∩ f −1(B2)
- f(A) ⊆ B ⇔  A ⊆  f −1(B)[6]
- f(f −1(B)) ⊆ B[7][6]
- f −1(f(A)) ⊇ A[8][6]
- A1 ⊆ A2 ⇒ f(A1) ⊆ f(A2)
- B1 ⊆ B2 ⇒ f −1(B1) ⊆ f −1(B2)
- f(AC) ⊇ f(X) ∖ f(A)[9]
- f −1(BC) = (f −1(B))C
- (f |A)−1(B) = A ∩ f −1(B).

などが成立する。特に像は三つの関係（∪, ⊆, ⊇）を保ち、逆像は五つの関係（∩, ∪, ⊆, ⊇, C）を保つ。像や逆像に関するこの結果は、任意の部分集合族に対して交わりと結びに関するブール代数をうまく考えることができることを意味しており、部分集合の対だけでなくもっと一般に
- {\displaystyle f\!\left(\bigcup _{s\in S}A_{s}\right)=\bigcup _{s\in S}f(A_{s})}
- {\displaystyle f\!\left(\bigcap _{s\in S}A_{s}\right)\subseteq \bigcap _{s\in S}f(A_{s})}
- {\displaystyle f^{-1}\!\left(\bigcup _{s\in S}A_{s}\right)=\bigcup _{s\in S}f^{-1}(A_{s})}
- {\displaystyle f^{-1}\!\left(\bigcap _{s\in S}A_{s}\right)=\bigcap _{s\in S}f^{-1}(A_{s})}

なども成立する。ここで S は無限集合でも（もちろん非可算無限でも）よい。
これらのことから、部分集合のブール代数に関して、逆像 {\displaystyle f^{*}\colon {\mathfrak {P}}(Y)\to {\mathfrak {P}}(X),\ B\mapsto f^{-1}(B)} は束準同型となるが像 {\displaystyle f_{*}\colon {\mathfrak {P}}(X)\to {\mathfrak {P}}(Y),\ A\mapsto f(A)} は半束準同型にしかならない（像は交わりを保つとは限らない）ことがわかる。